# Johan Cronje
Johan Cronje (né le 13 avril 1982 à Bloemfontein) est un athlète sud-africain, spécialiste du 1 500 mètres.

## Biographie
Avec un temps de 3 min 33 s 46, réalisé à Doha en mai 2013, il devient le détenteur du record sud-africain de la distance.
En août, il remporte la médaille de bronze du 1 500 m aux championnats du monde de Moscou, en 3 min 36 s 83 derrière le Kenyan Asbel Kiprop et l'Américain Matthew Centrowitz.
En fin de saison il améliore son propre record en réalisant 3 min 31 s 93 lors du meeting de Rieti.
En 2014 il améliore le record national du mile avec le temps de 3 min 50 s 70.

### Palmarès
| Date | Compétition                   | Lieu              | Résultat | Épreuve | Temps         |
| ---- | ----------------------------- | ----------------- | -------- | ------- | ------------- |
| 2000 | Championnats du monde juniors | Santiago du Chili | 5e       | 1 500 m | 3 min 42 s 52 |
| 2013 | Championnats du monde         | Moscou            | 3e       | 1 500 m | 3 min 36 s 83 |

### Records
| Épreuve | Épreuve      | Performance        | Lieu      | Date               |
| ------- | ------------ | ------------------ | --------- | ------------------ |
| 800 m   | En plein air | 1 min 45 s 64      | Berlin    | 1er septembre 2013 |
| 1 500 m | En plein air | 3 min 31 s 93 (NR) | Rieti     | 8 septembre 2013   |
| 1 500 m | En salle     | 3 min 37 s 49      | Karlsruhe | 1er février 2014   |
| Mile    | En plein air | 3 min 50 s 70 (NR) | Eugene    | 31 mai 2014        |